# 科秋爾任齊 (泰奧菲波爾市鎮)
49°47′29″N 26°28′27″E / 49.79139°N 26.47417°E
科秋爾任齊（烏克蘭語：Котюржинці）是位於烏克蘭西部的村莊，由赫梅利尼茨基州裡赫梅利尼茨基區的泰奧菲波爾市鎮負責管轄。該村始建於1561年，面積0.74平方公里，海拔高度269米，2001年人口205。